# بوب كين
بوب كين (بالإنجليزية: Bob Kane)‏ واسمه الحقيقي روبرت كان وهو فنان رسوم كتب هزلية وكاتب أمريكي ولد في يوم 24 أكتوبر 1915 في مدينة نيويورك في الولايات المتحدة صمم مع بيل فينغر شخصية وقصص باتمان وقام بتأسيس شركة دي سي كومكس وقام بتأليف العديد من كتب هزلية، وتوفي في يوم 3 نوفمبر 1998 في مدينة لوس أنجلوس في كاليفورنيا في الولايات المتحدة .

## روابط خارجية
- بوب كين على موقع IMDb (الإنجليزية)
- بوب كين على موقع ألو سيني (الفرنسية)
- بوب كين على موقع ميوزك برينز (الإنجليزية)
- بوب كين على موقع أول موفي (الإنجليزية)
- بوب كين على موقع قاعدة بيانات الأفلام السويدية (السويدية)
- بوب كين على موقع إن إن دي بي (الإنجليزية)
- بوب كين على موقع ديسكوغز (الإنجليزية)
- بوب كين على موقع قاعدة بيانات الفيلم (الإنجليزية)
- بوب كين على موقع كينوبويسك (الروسية)